# Main Range nationalpark
Main Range nationalpark är en nationalpark i Australien.   Den ligger i delstaten Queensland, i den östra delen av landet, 900 km norr om huvudstaden Canberra. 
I omgivningarna runt Main Range nationalpark växer i huvudsak städsegrön lövskog.